# Dictionary of New Zealand Biography
Le Dictionary of New Zealand Biography (DNZB) est un dictionnaire biographique en anglais et maori contenant plus de 3 000 biographies de personnalités néo-zélandaises décédées. Il a été publié en 5 volumes entre 1990 et 2000, puis comme site web à partir de 2002. Il remplace An Encyclopaedia of New Zealand (en) de 1966, qui contenait 900 biographies. Il est dirigé par le ministère de la Culture et du Patrimoine du gouvernement de Nouvelle-Zélande. Il est sans rapport avec l'ouvrage du même nom, publié en deux volumes en 1940 par Guy Scholefield (en) avec l'aide du gouvernement.

## Édition de 1940
Guy Scholefield était un journaliste, historien et bibliothécaire. Avec Emil Schwabe, il avait publié l'édition 1908 du Who's who in New Zealand and the western Pacific (en). Il a été le principal rédacteur des deux volumes du Dictionary of New Zealand Biography de 1940 . Pour ces deux volumes, le gouvernement lui a accordé des honoraires de 300 ₤. L'édition de 1940 faisait partie d'une série de publications financées par l'État pour célébrer le centenaire du pays. L'accord passé avec Scholefield permettait de nouvelles éditions corrigées à des intervalles de peut-être dix ans. En 1955, Scholefield disposait d'assez de matériel pour un troisième volume qui aurait couvert la période 1941–1951, mais celui-ci ne vit pas le jour.
À la place, le gouvernement approuva en 1959 la production d’An Encyclopaedia of New Zealand (en), du bibliothécaire du parlement Alexander Hare McLintock (en). L'administration considérait qu'il n'y avait donc pas besoin d'un troisième volume : il accepta que Scholefield le publie à titre privé, mais n'autorisa pas une réimpression des deux volumes originaux, bien que leurs 2 000 exemplaires aient été épuisés.
L'édition de 1940 a été scannée par OCR , produisant un PDF disponible en ligne

## Dictionnaire actuel
La réalisation de la version actuelle du DNZB a commencé en 1983 sous la direction de W. H. Oliver (en). Le premier volume, couvrant la période 1769–1869, a été publié en 1990. Les quatre volumes suivants ont été dirigés par Claudia Orange (en) et ont été publiés en 1993 (1879–1900), 1996 (1901–1920), 1998 (1920–1940) et 2000 (1941–1960).
Ces derniers volumes marquent un effort conscient d'abandonner la perspective masculine et blanche (pakeha) en faveur d'une vision plus représentative de la Nouvelle-Zélande. Des femmes ayant réussi dans des champs dominés par les hommes (Sybil Audrey Marie Lupp (en), Amy Isabella Johnston (en), Mary Jane Innes (en), Alice Woodward Horsley (en), Nora Mary Crawford (en), etc.) ont été ajoutées, ainsi que des Maoris, une série de personnes ordinaires (Joseph Zillwood (en), etc.) et des criminels (Edward Raymond Horton (en), Jessie Finnie (en), etc.). Beaucoup de ces gens ont été inclus parce que des rapports détaillés sur leur vie étaient facilement disponibles dans des fonds d'archives, des études universitaires et des histoires officielles. D'autres étaient des diaristes prolifiques (Catherine Fulton (en), Sarah Louise Mathew (en), Alexander Whisker (en), James Cox (en), etc.).
Helen Clark, alors ministre des Arts, de la Culture et de l'Héritage, a lancé la version en ligne du DNZB le 19 février 2002. Cette version en ligne avait été défendue par Judith Tizard (en), une diplômée d'histoire de l'université d'Auckland soutenue par Clark, elle-même diplômée d'histoire de cette université, et approuvée par Michael Cullen (en), qui avait été lecteur d'histoire à l'université d'Otago.
Le DNZB a été intégré au Te Ara Encyclopedia of New Zealand en tant que partie biographique. Elle accepte encore des contributions du public.

## Entrées représentatives
De nombreuses entrées ont été ajoutées pour rendre le dictionnaire plus représentative de la population, en augmentant le nombre de femmes, de Maoris et d'autres minorités. Certaines ne sont pas basées sur des sources secondaires, comme les encyclopédies traditionnelles, mais sur des sources primaires, car les sources secondaires à leur sujet n'existent pas.
- Barbara Weldon (1829-1882) était une prostituée haute en couleur née en Irlande, dans le comté de Limerick, vers 1829[8].
- Jessie Finnie (née vers 1822) était une prostituée née en Écosse vers 1822[9],[10].

## Récompenses
- En 1991, le premier volume a gagné le Goodman Fielder Wattie Book Awards 1991[11].
- En 2002, les utilisateurs de Yahoo en Nouvelle-Zélande et en Australie ont désigné par un vote le Dictionary of New Zealand Biography « site de l'année »[6].